# Камишли (Міякинський район)
Камишли́ (рос. Камышлы, башк. Ҡамышлы) — присілок у складі Міякинського району Башкортостану, Росія. Входить до складу Великокаркалинської сільської ради.
Населення — 43 особи (2010; 65 в 2002).
Національний склад:
- татари — 55%
- башкири — 45%